# Nonilobal Hien
Nonilobal Hien (Alto Volta, (en la actualidad Burkina Faso), 15 de julio de 1964) es un exjudoka burkinés.
Representó su país en los Juegos Olímpicos de Barcelona 1992.